# Carlos Quintero
Carlos Darwin Quintero Villalba (Tumaco, 18 de setembro de 1987) é um futebolista colombiano que atua como atacante. Atualmente, joga pelo Deportivo Pereira.

## Estatísticas
Até 29 de novembro de 2015.

### Clubes
| Clube             | Temporada         | Campeonato nacional | Campeonato nacional | Campeonato nacional | Copa nacional[a] | Copa nacional[a] | Copa nacional[a] | Competições continentais[b] | Competições continentais[b] | Competições continentais[b] | Outros torneios[c] | Outros torneios[c] | Outros torneios[c] | Total | Total | Total   |
| Clube             | Temporada         | Jogos               | Gols                | Assist.             | Jogos            | Gols             | Assist.          | Jogos                       | Gols                        | Assist.                     | Jogos              | Gols               | Assist.            | Jogos | Gols  | Assist. |
| ----------------- | ----------------- | ------------------- | ------------------- | ------------------- | ---------------- | ---------------- | ---------------- | --------------------------- | --------------------------- | --------------------------- | ------------------ | ------------------ | ------------------ | ----- | ----- | ------- |
| Club América      | 2014–15           | 17                  | 1                   | 2                   | —                | —                | —                | 6                           | 1                           | 5                           | 1                  | 0                  | 0                  | 24    | 2     | 7       |
| Club América      | 2015–16           | 18                  | 4                   | 3                   | —                | —                | —                | 4                           | 2                           | 0                           | 4                  | 1                  | 0                  | 26    | 7     | 3       |
| Club América      | Total             | 35                  | 5                   | 5                   | 0                | 0                | 0                | 10                          | 3                           | 5                           | 5                  | 1                  | 0                  | 50    | 9     | 10      |
| Total na carreira | Total na carreira | 35                  | 5                   | 5                   | 0                | 0                | 0                | 10                          | 3                           | 5                           | 5                  | 1                  | 0                  | 50    | 9     | 10      |

- a. ^ Jogos da Copa México
- b. ^ Jogos da Liga dos Campeões da CONCACAF
- c. ^ Jogos do Campeón de Campeones e International Champions Cup

### Seleção Colombiana
Abaixo estão listados todos jogos e gols do futebolista pela Seleção Colombiana, desde as categorias de base. Abaixo da tabela, clique em expandir para ver a lista detalhada dos jogos de acordo com a categoria selecionada.
Sub-20
| Ano   |       |      |         |       |
| Ano   | Jogos | Gols | Assist. | Média |
| ----- | ----- | ---- | ------- | ----- |
| 2007  | 8     | 1    | 0       | 0,12  |
| Total | 8     | 1    | 0       | 0,12  |

Sub-21
| Ano   |       |      |         |       |
| Ano   | Jogos | Gols | Assist. | Média |
| ----- | ----- | ---- | ------- | ----- |
| 2006  | 5     | 3    | 0       | 0,6   |
| Total | 5     | 3    | 0       | 0,6   |

Seleção principal

| Ano   |       |      |         |       |
| Ano   | Jogos | Gols | Assist. | Média |
| ----- | ----- | ---- | ------- | ----- |
| 2008  | 3     | 0    | 0       | 0     |
| 2009  | 6     | 1    | 1       | 0,16  |
| 2010  | 2     | 0    | 0       | 0     |
| 2011  | 2     | 0    | 0       | 0     |
| 2012  | 1     | 0    | 0       | 0     |
| 2013  | 0     | 0    | 0       | 0     |
| Total | 14    | 1    | 1       | 0,07  |

## Títulos
Deportes Tolima
- Jogos Deportivos da Colômbia: 2004

Santos Laguna
- Campeonato Mexicano: Clausura 2012
- Copa México: Apertura 2014

Club América
- Liga dos Campeões da CONCACAF: 2014–15, 2015–16

Seleção Colombiana
- Jogos Centro-Americanos e do Caribe: 2006